# Томияма, Кэй
Кэй Томияма (яп. 富山 敬 Томияма Кэй, 31 октября 1938 года — 25 сентября 1995 года), при рождении Кунитика Томияма (яп. 冨山 邦親 Томияма Кунитика) — японский актёр, сэйю и рассказчик из Аньшаня. За свою жизнь работал с Aoni Production и Production Baobab.
Наиболее известен своими ролями в Tiger Mask (Наото Датэ/Тигровая маска), Space Battleship Yamato (Сусуму Кодай), «Грендайзер» (Дюк Флид/Дайсукэ Умон), серии Time Bokan (рассказчик), Chibi Maruko-chan (Томодзо Сакура), Ashita no Joe (Джо Ябуки) и Legend of the Galactic Heroes (Ян Вэньли).

## Биография
Томияма бросил факультет искусств в Японском университете. За свою карьеру он озвучивал множество различных образов: героических и комических, юных и старых. В 9:07 25 сентября 1995 года Томияма неожиданно скончался от рака поджелудочной железы в Синдзюку, Токио в возрасте 56 лет. В 2007 году Томияма был посмертно награждён «Специальным призом за заслуги» на первой церемонии вручения наград Seiyu Awards. В 2008 году Seiyu Awards была огрангизована отдельная премия имени Томиямы, вручаемая мужчинам-сэйю за продвижение профессии голосового актёра в различных медиа-проектах.

## Последователи
После смерти Томиямы разные сэйю сменили его в озвучке выходивших ролей.
- Такэси Аоно (Chibi Maruko-chan — Томодзо Сакура)
- Нобуо Тобита (Chibi Maruko-chan — Синтаро Хонами)
- Томохиро Нисимура (Soreike! Anpanman — SL Man)
- Дзюмпэй Такигути (Time Bokan 2000 Kaitō Kiramekiman — рассказчик)
- Тосихико Накадзима (Time Bokan 2000 Kaitō Kiramekiman — Одатэбута)
- Коити Ямадэра (Space Battleship Yamato — Сусуму Кодай, Idol Defense Force Hummingbird — президент Ядзима, Grendizer — Дюк Флид, Yatterman — рассказчик и Одатэбута)
- Кэню Хориути («Грендайзер» — Дюк Флид (Super Robot Wars))
- Синдзи Огава («Парк Юрского периода» — Алан Грант (Сэм Нилл))
- Ясунори Мацумото (Bokan Desuyo — Иппацуман и Одатэбута)
- Ходзуми Года (Legend of the Galactic Heroes — Ян Вэньли)
- Сигэру Усияма (Batman: The Animated Series — Mad Hatter)
- Ёсито Ясухара («Пуаро Агаты Кристи» — капитан Гастингс (Хью Фрейзер))
- Каппэй Ямагути (Looney Tunes — Багз Банни)
- Тяфурин (Barbapapa — Барбапапа)
- Наоки Тацута («Винни-Пух» — Кролик)
- Томокадзу Сэки (Area 88 — Мики Симон)

## Роли

### Аниме
- 1+2=Paradise (Отец Юсукэ)
- Aoi Blink (Генри)
- Area 88 (Мики Симон)
- Arrow Emblem Grand Prix no Taka (Такая Тодороки)
- Asari-chan (Папа)
- Astro Boy (детектив Шерлок Холмсмен)
- Candy Candy (Терренс Грандчестер)
- Chibi Maruko-chan (Томодзо Сакура, отец Тамаэ)
- Dokonjou Gaeru (Санкакубэй)
- Galaxy Express 999 (Тотиро Ояма)
- Ganba Bouken Tachi (Гакуся)
- GeGeGe no Kitarou 1985 (Нэдзуми-Отоко)
- Genmu Senki Leda (Рингаму)
- Howattsu Maikeru (Майкл)
- Kimagure Orange Road (отец Кёсукэ)
- Kin no Tori (Ведьма)
- La Seine no Hoshi (Миллан)
- Legend of the Galactic Heroes (Ян Вэнли)
- Little Memole (Бэрумару)
- Maho no Idol Pastel Yumi (Данкити Ханадзоно)
- Maison Ikkoku (Ииока)
- Microid S (Рурибоси)
- Miyuki (Ясудзиро Касима)
- New Jungle Emperor (Хамегг)
- Nine (Сусуму Карасава)
- Ninpuu Kamui Gaiden (Сиро)
- Ohayo! Spank (Фудзинами)
- Oraa Guzura Dado (Отец)
- Otasukeman (Доктор Сасаябу/рассказчик)
- Pure-tou no Nakama-tachi (Дольф)
- Robot Carnival (Санкити)
- Sabu to Ichi Torimono Hikae (Сабу)
- Soreike! Anpanman (SLman)
- Space Battleship Yamato Series (Сусуму Кодай)
- Speed Racer (Спарки/Сабу)
- Starzinger (Сир Джорго)
- The Ultraman (Тоитиро Хикари / Ультрамен Джониас)
- Thunderbirds 2086 (Ерик Джоанс)
- Tiger Mask (Наото Датэ/Маска Тигра)
- серия Time Bokan (рассказчик и другие роли)
- Uchuu Taitei God Sigma (Тосия Дан)
- UFO Robo Grendizer (Дюк Флид)
- Wingman (Дзюнъити Китакура)
- What's Michael (Михаэль)
- Yama Nezumi Rocky Chuck (Рэд)
- Yuusei Kamen (Пикэ)

### Мультфильмы
- Bremen 4: Angels in Hell (Ларго)

### Дубляж
- Batman: The Animated Series (Mad Hatter)
- Выход дракона (Брюс Ли: Ли)
- The Greatest American Hero (Уильям Катт: Ральф Уинкли)
- Один дома 2: Потерявшийся в Нью-Йорке (Гарри)
- Парк Юрского периода (Сэм Нилл: доктор Грант)
- L.A. Law (Арнольд Бекер)
- Looney Tunes (Багз Банни)
- Человек дождя (Дастин Хоффман)
- Звёздный путь (Джордж Такеи: Хикару Сулу)
- Винни-Пух (Кролик)
- голос Стива Мартина